# Tiszaföldvár
Tiszaföldvár  este un oraș în districtul Kunszentmárton, județul Jász-Nagykun-Szolnok, Ungaria, având o populație de 11.323 de locuitori (2011). 

## Demografie
Componența etnică a orașului Tiszaföldvár
     Maghiari (96,23%)
     Romi (2,51%)
     Necunoscut (0,5%)
     Alții (0,76%)
Componența confesională a orașului Tiszaföldvár
     Fără religie (41,31%)
     Romano-catolici (13,47%)
     Reformați (13,09%)
     Atei (1,4%)
     Luterani (1,09%)
     Necunoscută (29,57%)
     Alte religii (0,74%)
Conform recensământului din 2011, orașul Tiszaföldvár avea 11.323 de locuitori. Din punct de vedere etnic, majoritatea locuitorilor (96,23%) erau maghiari, cu o minoritate de romi (2,51%). Apartenența etnică nu este cunoscută în cazul a 0,5% din locuitori. Nu există o religie majoritară, locuitorii fiind persoane fără religie (41,31%), romano-catolici (13,47%), reformați (13,09%), atei (1,4%) și luterani (1,09%). Pentru 29,57% din locuitori nu este cunoscută apartenența confesională.